# Euphyia azonaria
Euphyia azonaria là một loài bướm đêm trong họ Geometridae.